# María Elvira Bermúdez
María Elvira Bermúdez (Durango, 27 de noviembre de 1916 - Ciudad de México, 7 de mayo de 1988) fue una cuentista, novelista y ensayista mexicana del siglo XX, una de las primeras narradoras y teóricas del género policíaco en su país.

## Trayectoria
María Elvira Bermúdez creció y radicó en la Ciudad de México. Fue una de las primeras mujeres en graduarse de la Escuela Libre de Derecho, además de ejercer como profesora de enseñanza especial en la SEP y como actuaria en la Suprema Corte de Justicia. Fue una máxima defensora de los derechos de la mujer, entre ellos la promoción de su derecho al voto.
Fue miembro de la Asociación de Escritores de México y del Instituto Internacional de Literatura Iberoamericana. Colaboró en América, Cuadernos Americanos, Diorama de la Cultura, El Nacional, Excélsior, México en la Cultura, Nivel y Revista Mujeres.
Publicó sus primeros cuentos policíacos en diversos periódicos de la década de los cuarenta, época en la que además debutó formalmente como escritora del género policíaco en la revista Selecciones Policíacas y de Misterio, creada por el guionista y director cinematográfico Antonio Helú (en). En ella publicó sus relatos «Mensaje inmotivado», en 1948 y, posteriormente, «La clave literaria», «Sin dejar rastro» y «El embrollo del reloj», entre otros.
Su única novela, Diferentes razones tiene la muerte, apareció en 1953, en los Talleres Gráficos de la Nación, una edición de amplio formato con ilustraciones del escritor Salvador Reyes Nevares.
En la década de los ochenta se publicaron sus siguientes libros, los volúmenes de cuentos Encono de hormigas (título tomado de un verso del poeta Ramón López Velarde), Detente, sombra y Muerte a la zaga, este último, incluido en la colección Lecturas Mexicanas de la Secretaría de Educación Pública.
El poeta Marco Antonio Campos la llamó "la Agatha Christie mexicana", escritora con la que además tuvo en común la creación de una mujer detective, la primera de las letras latinoamericanas: María Elena Morán, quien aparece en los cuentos «Precisamente ante sus ojos» y «Las cosas hablan», incluidos en Muerte a la zaga; y en relato «Detente sombra», del libro homónimo, entre otros. 
Escribió algunas notas preliminares y prólogos para la colección "Sepan cuántos...", de Editorial Porrúa, de la narrativa policíaca de sir Arthur Conan Doyle, Julio Verne, Edgar Allan Poe y las 15 novelas en esta colección de Emilio Salgari. Además, Bermúdez demostró preocupación por la teorización y conocimiento del género policíaco, publicando ensayos al respecto, así como la antología Los mejores cuentos policíacos mexicanos, para la cual escribió el prólogo.

## Obra

#### Cuento
- Soliloquio de un muerto (Los Epígrafes, 1951).
- Alegoría presuntuosa y otros cuentos (Federación Editorial Mexicana, 1971).
- Cuentos herejes (Oasis, Los libros del Fakir, 1984).
- Detente, sombra (Universidad Autónoma Metropolitana, 1984).
- Muerte a la zaga (Premià, 1985) / Otra edición: Premià / Fondo de Cultura Económica, Lecturas Mexicanas, 1986.
- Encono de hormigas (Universidad Veracruzana, 1987).
- María Elvira Bermúdez (prólogo y selección de Ignacio Trejo. Universidad Nacional Autónoma de México / Dirección de Literatura, 2000).
- Cuentos presuntamente completos (Instituto de Cultura del Estado de Durango, 2013).

#### Novela
- Diferentes razones tiene la muerte (Talleres Gráficos de la Nación, 1953) / Otra edición: Plaza y Valdés, 1987.

#### Ensayo
- La vida familiar del mexicano (Antigua Librería Robredo, 1955).

#### Colectivos
- T'es qui là? (Traducción al francés de Bernard Goorden, San Tewen, Montreal, Canadá: Recto verso, 1980).[1]
- Valadés 89 (Edición de Felipe Garrido.Universidad de Guadalajara / Instituto Nacional de Bellas Artes / CONACULTA, 1989).